# Comuna Kulîkiv, Radehiv
Kulîkiv (în ucraineană Куликів) este o comună în raionul Radehiv, regiunea Liov, Ucraina, formată din satele Korcivka, Kulîkiv (reședința) și Volîțea-Barîlova.

## Demografie
Componența lingvistică a comunei Kulîkiv
     Ucraineană (99,77%)
     Alte limbi (0,11%)
Conform recensământului din 2001, majoritatea populației comunei Kulîkiv era vorbitoare de ucraineană (99,77%), existând în minoritate și vorbitori de alte limbi.